# Cât

Câtul împărțirii a 12 mere în 3 este 4.

În aritmetică, câtul este o cantitate produsă prin împărțirea a două numere. Câtul este adesea folosit în matematică și poate fi poate fi considerat ca partea întreagă a unei împărțiri (în cazul împărțirii euclidiene). Spre exemplu, dacă împărțim {\displaystyle 20} (numărătorul) la {\displaystyle 3} (numitorul), cătul va fi {\displaystyle 6} și restul va fi {\displaystyle 2}. Câtul este raportul dintre numărător și numitor.

## Notația
Câtul este cel mai des întâlnit ca două numere, sau două variabile, separate printr-o linie orizontală. Cuvintele "numărător" și "numitor" se referă la parțile individuale, în timp ce câtul se referă la total.{\displaystyle {\dfrac {1}{2}}\quad {\begin{aligned}&\leftarrow {\text{deîmpărțit  sau  numărător}}\\&\leftarrow {\text{împărțitor  sau  numitor}}\end{aligned}}{\Biggr \}}\leftarrow {\text{câtul}}}

## Definiția părții întregi
Câtul mai este definit și ca cel mai mare număr întreg care înmulțit cu un numitor poate fi scăzut din numărător fara a obține un rest negativ. Spre exemplu, numitorul {\displaystyle 3} poate fi scăzut de {\displaystyle 6} ori din numărătorul {\displaystyle 20} fără ca restul scăderii să devină negativ.
{\displaystyle 20-3-3-3-3-3-3\geq 0},
pe când
{\displaystyle 20-3-3-3-3-3-3-3<0}.
În acest sens, câtul este partea întreagă a raportului a două numere.

## Câtul a două numere întregi
Un număr rațional poate fi definit ca câtul a doua numere întregi (cât timp numitorul este diferit de zero).
O definiție mai detaliată este următoarea:
Un număr real {\displaystyle r} este rațional, dacă și numai dacă poate fi exprimat ca un cât a două numere întregi cu numitorul diferit de zero. Un număr real care nu este rațional este irațional.
Sau mai formal: 
Dat fiind un număr real {\displaystyle r}, {\displaystyle r} este rațional dacă și numai dacă există numerele întregi {\displaystyle a} și {\displaystyle b} astfel încât {\displaystyle r={\frac {a}{b}}} și  {\displaystyle b\neq 0}.
Existența numerelor iraționale—numere care nu sunt câtul a doi întregi—a fost descoperită în geometrie, în lucruri precum raportul dintre diagonala și latura unui pătrat.

## Câturile mai generale
În afara aritmeticii, multe ramuri ale matematicii au împrumutat cuvântul "cât" pentru a descrie structuri construite prin spargerea unor structuri mai mari în bucăți. Dată fiind o mulțime cu o relație de echivalență, o mulțime a câturilor poate fi creată care să conțina acele clase de echivalență ca elemente. Un spațiu al câturilor poate fi format prin spargerea unui spațiu vectorial într-un număr de subspații liniare similare.

## References
1. ↑  Epp, Susanna S. (1 ianuarie 2011). Discrete mathematics with applications. Brooks/Cole. p. 163. ISBN 9780495391326. OCLC 970542319.
2. ↑  „Irrationality of the square root of 2”. www.math.utah.edu. Arhivat din original la 5 iunie 2023. Accesat în 27 august 2020.